# Glossobius auritus
Glossobius auritus är en kräftdjursart som beskrevs av Carl Erik Alexander Bovallius 1885. Glossobius auritus ingår i släktet Glossobius och familjen Cymothoidae. Inga underarter finns listade i Catalogue of Life.